# SC Riessersee
Le SC Riessersee Garmisch-Partenkirchen est un club professionnel allemand de hockey sur glace basés à Garmisch-Partenkirchen. Il évolue pendant plus de soixante ans au meilleur niveau du championnat allemand (DEL) avant d'être délogé par d'autres clubs nationaux. Depuis 2018, il joue en Oberliga.

## Historique
Le club est créé en 1920. En 1924, il prend le contrôle du MTV München, club de Munich fondé en 1879 et champion d'Allemagne 1922. Pendant sept décennies, le SC Riessersee reste quasiment tout le temps au plus haut niveau et remporte à dix reprises le titre de champion d'Allemagne.
En 1993, il est rétrogradé en Oberliga et remonte successivement en 2. Bundesliga puis en DEL. En 1997, le club renonce à l'aventure de la DEL devant les conséquences de l'Arrêt Bosman. En 2003, le club est en faillite à cause d'une mauvais gestion et redescend en Oberliga.
En 2007, il est promu en 2. Bundesliga, échelon qu'il occupe pendant dix ans avant de redescendre en 2018.

## Anciens joueurs

### Palmarès
- Vainqueur de la Deutsche Eishockey-Liga : 1927, 1935, 1938, 1941, 1947, 1948, 1950, 1960, 1978, 1981.
- Vainqueur de la 2. Bundesliga : 1968, 1985.